# Francisco Blanco de Salcedo
Francisco Blanco de Salcedo (Capillas, ahora provincia de Palencia, 1 de enero de 1512 - Santiago de Compostela, 26 de abril de 1581) fue un eclesiástico español.

## Biografía
En 1538, es alumno del Colegio Mayor de la Santa Cruz en Valladolid; y, ordenado sacerdote, ejerce en la diócesis de León. Poco después pasa a Valladolid como profesor de Teología en la Universidad. El Papa Paulo IV, lo nombra obispo de Orense en 1556. Allí fundó y dotó el Hospital de San Roque.
En 1561, fue enviado al Concilio de Trento, donde actuó con gran lucidez. A su vuelta, el rey Felipe II, lo propone como Obispo de Málaga el 9 de marzo de 1565, confirmada por el Papa Pío IV. Allí tuvo que hacer frente a la sublevación de los moriscos que se atrincheraron en el peñón de Frigiliana, y que terminó con su rendición el 11 de julio de 1569.
En 1574, es nombrado por el Papa Gregorio XIII, como Arzobispo de Santiago de Compostela, donde hizo su entrada el 2 de septiembre de 1574. 
Aunque insiste en presentar, tanto al Rey como al Papa su renuncia, a causa de su avanzada edad, no se la admitieron y le animaron a seguir en su tarea. En 1581 falleció, siendo sepultado en la iglesia de la Compañía de Jesús, donde se le erigió un mausoleo.
| Predecesor: Francisco Manrique de Lara    | Obispo de Orense 1556 – 1565                    | Sucesor: Fernando Tricio Arenzana         |
| Predecesor: Bernardo Manrique de Lara     | Obispo de Málaga 1565 – 1574                    | Sucesor: Francisco Pacheco de Córdoba     |
| Predecesor: Cristóbal Fernández Valtodano | Arzobispo de Santiago de Compostela 1574 – 1581 | Sucesor: Juan de Yermo (Liermo) y Hermosa |